# ティミスカミング地区
ティミスカミング地区（ティミスカミングちく、英：Timiskaming District）は、カナダのオンタリオ州北部に位置する地方行政区のひとつ。オンタリオ州北部の他の地区と同様に、行政は直接、州政府及び各市町村によって行われている。1912年にアルゴマ地区、サドバリー地区、ニピシング地区の一部分を分割して設立された。「"Temiskaming"」と表記していたこともあったが現在は「"Timiskaming"」が公式表記とされる。

## 主な都市
- ティミスカミングショアーズ （Temiskaming Shores）